# کلربرین، وسترن استرالیا
کلربرین (به انگلیسی: Kellerberrin) یک شهرک در استرالیا است که در استرالیای غربی واقع شده‌است.